# Кото-рю
Кото-рю (яп. 虎倒流,  «школа нокаутированного тигра») — японское боевое искусство, основанное  на  коппо-дзюцу (яп. 骨法術, «искусство переломов костей») и входящее в состав искусств школы Будзинкан. Направлено на быстрое и агрессивное ведение боя, наносящий максимальный ущерб противнику.
Стиль был основан в период Муромати, в 1542 году. Отцом-основателем и первой главой школы, принято считать Сакагами Таро Кунисигэ (яп. 坂上太郎国重). Техника кото-рю основана на агрессивном, резком, простом и быстром исполнении приёмов, часто с применением акробатических элементов, такие как прыжки, перекаты, кувырки, падения.